# Tenasekomplex
Der Tenasekomplex ist ein aus mehreren Faktoren zusammengesetzter Baustein der sekundären Hämostase (plasmatischen Gerinnung).
Der Tenasekomplex besteht aus vier Faktoren:
- Christmas-Faktor (Faktor IX),
- Antihämophiles Globulin A (Faktor VIII),
- Phospholipide und
- Calciumionen[1]

Der Tenasekomplex befindet sich auf der Oberfläche aktivierter Thrombozyten, da hier die nötigen Phospholipide in der Zellmembran zu finden sind. Seine Aufgabe ist letzten Endes die Aktivierung des Stuart-Prower-Faktors (Faktor X), der wiederum Teil des Prothrombinasekomplexes ist.
Da Thrombin als zentraler Angelpunkt der plasmatischen Gerinnung selbst direkt und indirekt für die Aktivierung des Tenasekomplexes zuständig ist, und dieser anschließend teilweise den Prothrombinasekomplex aktiviert, der zuletzt wieder Thrombin aktiviert, handelt es sich um einen sich selbstverstärkenden Mechanismus.